# Cserjés
Cserjés (ukránul: Лозянскї) település Ukrajnánan, Kárpátalján, a Huszti járásban.

## Fekvése
Ökörmezőtől északnyugatra fekvő település.

## Története
Cserjés nevét 1653-ban említette először oklevél Lazanki néven.
A település a Lipcsei család birtokai közé tartozott.
1910-ben 1131 lakosából 2 magyar, 60 német, 1069 rutén volt. Ebből 1071 görögkatolikus, 60 izraelita volt. A trianoni békeszerződés előtt Máramaros vármegye Ökörmezői járásához tartozott.